# 連邦捜査局長官
連邦捜査局長官（れんぽうそうさきょくちょうかん、英語: The director of the Federal Bureau of Investigation）は、アメリカ合衆国の法執行機関である連邦捜査局の長であり、同局の日常の業務に対する責任者である。1期10年でアメリカ大統領より任命され、合衆国上院により承認される。連邦捜査局は、アメリカ司法省に属する機関で、連邦捜査局長官はアメリカ司法長官に直属する。
アメリカ同時多発テロを経て情報活動改革テロリズム予防法が制定されるまで、連邦捜査局長官は、同局内で発生した問題を大統領に報告していた。法制定後、連邦捜査局長官は職権を拡大され、アメリカ国家情報長官に直属することとなった。また連邦捜査局自体が、アメリカのインテリジェンス・コミュニティーの一構成機関となった。

## 任期
アメリカ大統領により任命され、1972年からは合衆国上院の助言と承認を要している。1924年、カルビン・クーリッジ大統領により、連邦捜査局の前身である「捜査局」(Bureau of Investigation) の長官に任命されたジョン・エドガー・フーヴァーは、最も長く長官を務めた。彼は、1935年に「連邦捜査局」の名で組織が発足してからも、1972年に死去するまで、長官の位を保ち続けた。1976年、リチャード・ニクソン大統領の政治スキャンダルであるウォーターゲート事件のさなか、フーヴァーの長すぎる任期を受けて、1968年犯罪防止及び街路の安全性に関する包括法が改正され、アメリカ合衆国議会は、連邦捜査局長官の任期を10年に制限した。これには、長官が政治的圧力を受けにくくする狙いがあった。例外として、2011年7月27日、長官ロバート・モラー在任中、安全保障上の懸念を理由に、この規定が合衆国上院によって無効とされ、彼は最終的に12年間職を務めた。また、基本的に1976年からは、在任中の死去や辞任・更迭を除いて任期は10年間とされているが、実際のところ、12年間長官を務めた先述のモラーを除いて、10年の任期を全うした者はいない。
またアメリカ大統領は、その職権をもって、連邦捜査局長官を罷免することができる。罷免ののち、それが合衆国上院に承認されるまでは、連邦捜査局長官代理が自動的に長官の職務を代行することとなる。なお、長官代理の任命は、大統領の任命や上院の承認を要さない。また大統領は、上院による罷免の承認までの間、臨時の長官を任命することができ、もしくは正式な長官を指名することができる。

## 職責
長官代理とともに、組織の運営が正しく行われているかを確認する責務を負う。また、連邦捜査局内部署の長を責任もって配置する責務を負う。

## 任命
アメリカ大統領は、合衆国上院の助言と承認を受けて連邦捜査局長官を任命する。任命された者について、上院司法委員会はヒアリングを設けたのち、上院の総意として任命を認めるかどうかの投票を行う。
| 画像 | 名前 | 名前                        | 任命日         | 任命者 | 任命者                | ヒアリング実施日             | 委員会投票結果    | 委員会投票実施日 | 議論終了投票結果   | 議論終了投票実施日 | 本会議場での投票結果 | 本会議場での投票実施日 | 外部リンク        |
| ---- | ---- | --------------------------- | -------------- | ------ | --------------------- | ---------------------------- | ----------------- | ---------------- | ------------------ | ------------------ | -------------------- | ---------------------- | ----------------- |
|      |      | ウィリアム・S・セッションズ | 1987年7月24日  |        | ロナルド・レーガン    | 1987年9月9日                 | 賛成多数          | 1987年9月15日    | なし               | なし               | 90–0（賛成多数）     | 1987年9月25日          | Congress.gov Page |
|      |      | ルイ・フリー                | 1993年7月20日  |        | ビル・クリントン      | 1993年7月29日                | 賛成多数          | 1993年8月3日     | なし               | なし               | 発声投票により可決   | 1993年8月6日           | Congress.gov Page |
|      |      | ロバート・モラー            | 2001年7月5日   |        | ジョージ・W・ブッシュ | 2001年7月30日 –2001年7月31日 | 賛成多数          | 2001年8月2日     | なし               | なし               | 98–0（賛成多数）     | 2001年8月2日           | Congress.gov Page |
|      |      | ジェームズ・コミー          | 2013年6月21日  |        | バラク・オバマ        | 2013年7月9日                 | 賛成多数          | 2013年7月18日    | 全会一致で取り下げ | 2013年7月29日      | 93–1（賛成多数）     | 2013年7月29日          | Congress.gov Page |
|      |      | クリストファー・レイ        | 2017年6月7日   |        | ドナルド・トランプ    | 2017年7月12日                | 20–0（賛成多数）  | 2017年7月20日    | なし               | なし               | 92–5（賛成多数）     | 2017年8月1日           | Congress.gov Page |
|      |      | キャッシュ・パテル          | 2024年11月30日 |        | ドナルド・トランプ    | 2025年1月30日                | 12–10（賛成多数） | 2025年2月13日    | 51-47（賛成多数）  | 2025年2月20日      | 51-49（賛成多数）    | 2025年2月20日          | Congress.gov Page |

## 長官一覧

### 「捜査局」時代の長 (1908–1935)
捜査局（英語: the Bureau of Investigation, BOI）が設立された1908年当時、その長は「捜査局長」（英語: Chief of the Bureau of Investigation）と称されていた。その後、ウィリアム・フリン（在位 1919年 - 1921年）の在任中、「捜査局長官」（英語: the Director of the Bureau of Investigation）と改名された。現在の「連邦捜査局長官」となるのは、1935年に「捜査局」が「連邦捜査局」と改組されたときである。
| 代 | 画像                                   | 名前 | 名前                           | 任期開始      | 任期終了      | 任期年数   | 大統領 | 大統領                             |
| 1  |                                        |      | スタンリー・フィンチ           | 1908年7月26日 | 1912年4月30日 | 3年, 279日 |        | セオドア・ルーズベルト (1901–1909) |
| 1  | ウィリアム・タフト (1909–1913)         |      | スタンリー・フィンチ           | 1908年7月26日 | 1912年4月30日 | 3年, 279日 |        |                                    |
| 2  |                                        |      | A・ブルース・ビエラスキ        | 1912年4月30日 | 1919年2月10日 | 6年, 286日 |        |                                    |
| 2  | ウッドロー・ウィルソン (1913–1921)     |      | A・ブルース・ビエラスキ        | 1912年4月30日 | 1919年2月10日 | 6年, 286日 |        |                                    |
| –  |                                        |      | ウィリアム・E・アレン 職務代行 | 1919年2月10日 | 1919年6月30日 | 140日      |        |                                    |
| 3  |                                        |      | ウィリアム・フリン             | 1919年7月1日  | 1921年8月21日 | 2年, 51日  |        |                                    |
| 3  | ウォレン・ハーディング (1921–1923)     |      | ウィリアム・フリン             | 1919年7月1日  | 1921年8月21日 | 2年, 51日  |        |                                    |
| 4  |                                        |      | ウィリアム・J・バーンズ        | 1921年8月22日 | 1924年5月10日 | 2年, 262日 |        |                                    |
| 4  | カルビン・クーリッジ (1923–1929)       |      | ウィリアム・J・バーンズ        | 1921年8月22日 | 1924年5月10日 | 2年, 262日 |        |                                    |
| 5  |                                        |      | ジョン・エドガー・フーヴァー   | 1924年5月10日 | 1935年6月30日 | 11年, 51日 |        |                                    |
| 5  | ハーバート・フーヴァー (1929–1933)     |      | ジョン・エドガー・フーヴァー   | 1924年5月10日 | 1935年6月30日 | 11年, 51日 |        |                                    |
| 5  | フランクリン・ルーズベルト (1933–1945) |      | ジョン・エドガー・フーヴァー   | 1924年5月10日 | 1935年6月30日 | 11年, 51日 |        |                                    |

### 連邦捜査局長官 (1935–)
「捜査局」は1935年、アメリカ司法省内の独立した部局となった。同年、「捜査局」は現在の「連邦捜査局」に名称を変更し、ジョン・エドガー・フーヴァーは、現在でも用いられる「連邦捜査局長官」の地位に就いた。1972年より、合衆国上院は長官の指名を永久的に請け負うこととなった。フランク・M・ジョンソンはジミー・カーターにより1977年に長官として指名されたが、健康上の理由から撤回された。
| 代 | 画像                                 | 名前 | 名前                                  | 任期開始      | 任期終了      | 任期年数    | 大統領 | 大統領                                 |
| 1  |                                      |      | ジョン・エドガー・フーヴァー          | 1935年7月1日  | 1972年5月2日  | 36年, 306日 |        | フランクリン・ルーズベルト (1933–1945) |
| 1  | ハリー・トルーマン (1945–1953)       |      | ジョン・エドガー・フーヴァー          | 1935年7月1日  | 1972年5月2日  | 36年, 306日 |        |                                        |
| 1  | ドワイト・アイゼンハワー (1953–1961) |      | ジョン・エドガー・フーヴァー          | 1935年7月1日  | 1972年5月2日  | 36年, 306日 |        |                                        |
| 1  | ジョン・F・ケネディ (1961–1963)      |      | ジョン・エドガー・フーヴァー          | 1935年7月1日  | 1972年5月2日  | 36年, 306日 |        |                                        |
| 1  | リンドン・ジョンソン (1963–1969)     |      | ジョン・エドガー・フーヴァー          | 1935年7月1日  | 1972年5月2日  | 36年, 306日 |        |                                        |
| 1  | リチャード・ニクソン (1969–1974)     |      | ジョン・エドガー・フーヴァー          | 1935年7月1日  | 1972年5月2日  | 36年, 306日 |        |                                        |
| –  |                                      |      | クライド・トルソン 職務代行           | 1972年5月2日  | 1972年5月3日  | 1日         |        |                                        |
| –  |                                      |      | L・パトリック・グレイ 職務代行        | 1972年5月3日  | 1973年4月27日 | 359日       |        |                                        |
| –  |                                      |      | ウィリアム・ラッケルシャウス 職務代行 | 1973年4月30日 | 1973年7月9日  | 70日        |        |                                        |
| 2  |                                      |      | クラレンス・M・ケリー                 | 1973年7月9日  | 1978年2月15日 | 4年, 221日  |        |                                        |
| 2  | ジェラルド・フォード (1974–1977)     |      | クラレンス・M・ケリー                 | 1973年7月9日  | 1978年2月15日 | 4年, 221日  |        |                                        |
| 2  | ジミー・カーター (1977–1981)         |      | クラレンス・M・ケリー                 | 1973年7月9日  | 1978年2月15日 | 4年, 221日  |        |                                        |
| –  |                                      |      | ジェームズ・B・アダムズ 職務代行      | 1978年2月15日 | 1978年2月23日 | 8日         |        |                                        |
| 3  |                                      |      | ウィリアム・H・ウェブスター           | 1978年2月23日 | 1987年5月25日 | 9年, 91日   |        |                                        |
| 3  | ロナルド・レーガン (1981–1989)       |      | ウィリアム・H・ウェブスター           | 1978年2月23日 | 1987年5月25日 | 9年, 91日   |        |                                        |
| –  |                                      |      | ジョン・E・オットー 職務代行          | 1987年5月25日 | 1987年11月2日 | 160日       |        |                                        |
| 4  |                                      |      | ウィリアム・S・セッションズ           | 1987年11月2日 | 1993年7月19日 | 5年, 259日  |        |                                        |
| 4  | ジョージ・H・W・ブッシュ (1989–1993) |      | ウィリアム・S・セッションズ           | 1987年11月2日 | 1993年7月19日 | 5年, 259日  |        |                                        |
| 4  | ビル・クリントン (1993–2001)         |      | ウィリアム・S・セッションズ           | 1987年11月2日 | 1993年7月19日 | 5年, 259日  |        |                                        |
| –  |                                      |      | フロイド・クラーク 職務代行           | 1993年7月19日 | 1993年9月1日  | 44日        |        |                                        |
| 5  |                                      |      | ルイ・フリー                          | 1993年9月1日  | 2001年6月25日 | 7年, 297日  |        |                                        |
| 5  | ジョージ・W・ブッシュ (2001–2009)    |      | ルイ・フリー                          | 1993年9月1日  | 2001年6月25日 | 7年, 297日  |        |                                        |
| –  |                                      |      | トーマス・J・ピカード 職務代行        | 2001年6月25日 | 2001年9月4日  | 71日        |        |                                        |
| 6  |                                      |      | ロバート・モラー                      | 2001年9月4日  | 2013年9月4日  | 12年, 0日   |        |                                        |
| 6  | バラク・オバマ (2009–2017)           |      | ロバート・モラー                      | 2001年9月4日  | 2013年9月4日  | 12年, 0日   |        |                                        |
| 7  |                                      |      | ジェームズ・コミー                    | 2013年9月4日  | 2017年5月9日  | 3年, 247日  |        |                                        |
| 7  | ドナルド・トランプ (2017–2021)       |      | ジェームズ・コミー                    | 2013年9月4日  | 2017年5月9日  | 3年, 247日  |        |                                        |
| –  |                                      |      | アンドリュー・G・マケイブ 職務代行    | 2017年5月9日  | 2017年8月2日  | 85日        |        |                                        |
| 8  |                                      |      | クリストファー・レイ                  | 2017年8月2日  | 2025年1月19日 | 7年, 171日  |        |                                        |
| 8  | ジョー・バイデン (2021–2025)         |      | クリストファー・レイ                  | 2017年8月2日  | 2025年1月19日 | 7年, 171日  |        |                                        |
| –  |                                      |      | ポール・アベイト 職務代行             | 2025年1月19日 | 2025年1月20日 | 1日         |        |                                        |
| –  |                                      |      | ブライアン・ドリスコール 職務代行     | 2025年1月20日 | 2025年2月21日 | 32日        |        | ドナルド・トランプ (2025–)             |
| 9  |                                      |      | キャッシュ・パテル                    | 2025年2月21日 | 現職          | 170日       |        | ドナルド・トランプ (2025–)             |